# Bermudas nos Jogos Pan-Americanos de 1999
As Bermudas competiu nos Jogos Pan-Americanos de 1999, em Winnipeg, no Canadá.